# NedCar
Netherlands Car B.V., ou simplesmente NedCar, é a única montadora de veículos de grande escala da Holanda. Baseada em Born, foi criada em em agosto de 1991 com uma joint venture entre a Volvo, a Mitsubishi e o Estado holandês. Atualmente pertence 100% ao grupo VDL.

## Modelos produzidos

### Atualmente
- Mini
- BMW X1[1]

### Passado
- Mitsubishi Outlander
- Mitsubishi Colt
- Mitsubishi Colt CZ3
- Smart Forfour
- Mitsubishi Carisma
- Mitsubishi Space Star
- NedCar Access (protótipo)
- DAF 66
- Volvo 66
- Volvo 340
- Volvo 360
- Volvo 440
- Volvo 460
- Volvo 480
- Volvo S40
- Volvo V40